# Condado de Hooker
O Condado de Hooker é um dos 93 condados do estado norte-americano de Nebraska. A sede do condado é Mullen, e a sua maior cidade é Culbertson. O condado tem uma área de 1870 km² (dos quais 0 km² estão cobertos por água), uma população de 783 habitantes, e uma densidade populacional de 0,4 hab/km² (segundo o censo nacional de 2000). Foi fundado em 1889 e recebeu o seu nome em homenagem a Joseph Hooker (1814-1879), que foi general do exército dos Estados Unidos durante a Guerra Mexicano-Americana e major-general do exército da União durante a Guerra Civil Americana.